# Edmond Van Moer
Edmond Van Moer (ur. 21 lipca 1875, zm. ?) – belgijski łucznik, trzykrotny mistrz olimpijski.
Van Moer startował na Letnich Igrzyskach Olimpijskich 1920 w Antwerpii.  Podczas tych igrzysk sportowiec sklasyfikowany został w czterech konkurencjach i aż w trzech zdobył złote medale olimpijskie (duży ptak indywidualnie, duży ptak drużynowo i mały ptak drużynowo). Ponadto zajął czwarte miejsce w strzelaniu do „dużego ptaka”. Wszystkie te konkurencje były jednak słabo obsadzone; w konkurencjach indywidualnych startowało tylko sześciu Belgów, a w zawodach drużynowych tylko drużyna Belgii (wyniki w konkurencjach drużynowych były liczone na podstawie wyników indywidualnych).